# Nowa Wieś (Bolesławiec, Baja Silesia)
Nowa Wieś es una localidad del distrito de Bolesławiec, en el voivodato de Baja Silesia (Polonia). Se encuentra en el suroeste del país, dentro del término del municipio rural de Bolesławiec, a unos 8 km al nordeste de la localidad homónima, sede del gobierno municipal y capital del distrito, y a unos 103 al oeste de Breslavia, la capital del voivodato. En 2011, según el censo realizado por la Oficina Central de Estadística polaca, su población era de 390 habitantes. Nowa Wieś perteneció a Alemania hasta 1945.